# 西蒙·霍爾
西蒙·霍爾（英語：Simon Hoare，1969年6月28日—）是一位英格蘭政治人物，他的黨籍是保守黨。自2015年開始，他擔任北多塞特選區選出的英國下議院議員。他畢業於牛津大學。